# 김인기 (1938년)
김인기(1938년 12월 13일 ~ )는 대한민국의 정치인이다. 제12·13대 동해시장을 역임했다.

## 학력
- 북삼국민학교 (졸업)
- 북평중학교 (졸업)
- 북평고등학교 (졸업)

## 역대 선거 결과
|  | 26.04% |

|  | 58.81% |